# Ciclofano
Um ciclofano é um hidrocarboneto consistindo de uma unidade aromática (tipicamente um anel benzeno) e uma cadeia alifática que forma um ponte entre duas posições não adjacentes do anel aromático. Derivados mais complexos com múltiplas unidades aromáticas e pontes formando estruturas similares a gaiolas são também conhecidas. Ciclofanos são estudados em química orgânica devido a suas conformações químicas não usuais devido a construção de tensão.  Apesar disso, as estruturas de ciclofanos não são desconhecidos para biomoléculas.
Tipos básicos de ciclofanos são [n]metaciclofanos (I) no esquema 1, [n]paraciclofanos (II) e [n,n']ciclofanos (III). Os prefixos meta e para correspondem aos usuais padrões de substituição de arenos e n refere-se ao número de átomos fazendo a ponte.